# Neil Hudson (homme politique)
Neil Peter Hammerton Hudson est un homme politique, universitaire et vétérinaire britannique qui est député de Penrith and The Border de 2019 à 2024, membre du Parti conservateur.

## Carrière universitaire
Hudson étudie à l'Université de Cambridge et obtient son diplôme de l'école vétérinaire en 1994. Hudson effectue ensuite un stage à l'Université de Sydney, obtenant un diplôme en 1995, et plus tard un doctorat en gastroentérologie équine à l'Université d'Édimbourg.
Hudson est maître de conférences à la Royal (Dick) School of Veterinary Studies de l'Université d'Édimbourg,.
Il est membre du Collège royal des chirurgiens vétérinaires.

## Carrière politique
Aux élections générales de 2005, Hudson se présente dans la circonscription parlementaire de Newcastle upon Tyne North, perdant face au député travailliste sortant Doug Henderson. Hudson se présente ensuite dans la circonscription parlementaire d'Edimbourg Sud aux élections générales britanniques de 2010, s'inclinant face au candidat travailliste Ian Murray.
Hudson est élu député de Penrith et The Border aux élections générales de 2019, remportant une majorité de 18 519 voix.